# Racek americký
Racek americký (Larus smithsonianus) je velkým druhem racka ze skupiny "velkých bělohlavých racků" rodu Larus. Dříve byl považován za poddruh racka stříbřitého (Larus argentatus), na základě výzkumu DNA je nyní uznáván jako samostatný druh. Ve všech šatech se velmi podobá racku stříbřitému, rozlišitelní jsou do jisté míry jednoletí ptáci na základě tmavšího zbarvení, tmavého kořene ocasu a světlého kostřece. Hnízdí pouze v Severní Americe a severozápadním Grónsku, zimuje na jih po střední Ameriku, zjištěn byl i ve Venezuele. Racek americký zaletuje vzácně do Evropy, poprvé byl zjištěn v roce 1986 v Irsku a v roce 1994 v Británii.

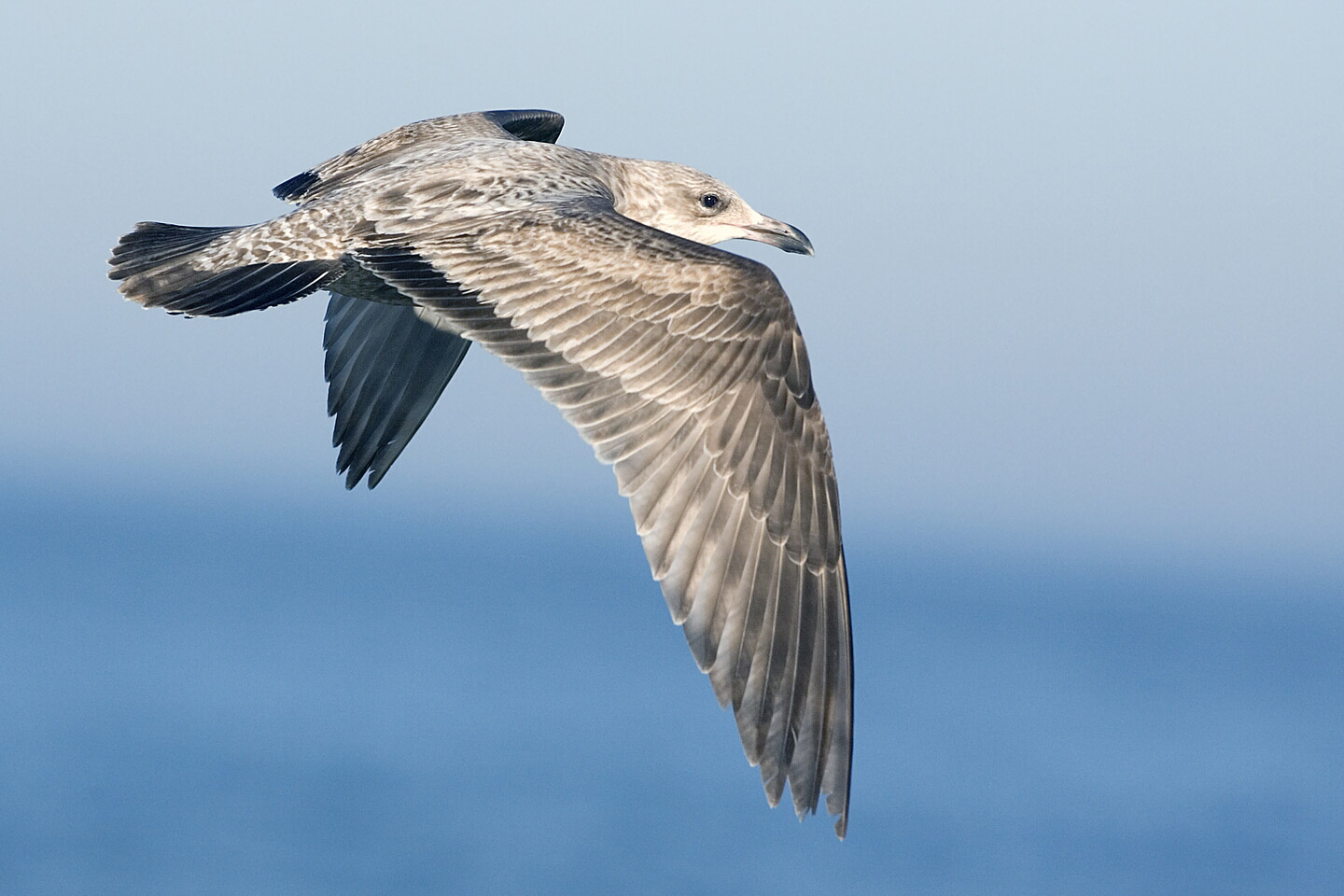
Pták v šatu 1. roku s typicky tmavým ocasem